# 沟原爱神螺
沟原爱神螺（学名：Proterato sulcifera）为爱神螺科原爱神螺属的动物。分布于日本、马来西亚、新不列颠、土阿莫土群岛、斐济群岛、新喀里多尼亚、印度洋的科科斯群岛、斯里兰卡至东非沿岸的红海、索马里、马达加斯加岛、毛里求斯、南非、台湾岛以及中国大陆的海南岛、西沙群岛等地，常见于浅海珊瑚石的下面。该物种的模式产地在好望角。